# Eleições legislativas portuguesas de 1987 no distrito de Leiria
| Eleições legislativas portuguesas de 1987 Distritos: Aveiro \| Beja \| Braga \| Bragança \| Castelo Branco \| Coimbra \| Évora \| Faro \| Guarda \| Leiria \| Lisboa \| Portalegre \| Porto \| Santarém \| Setúbal \| Viana do Castelo \| Vila Real \| Viseu \| Açores \| Madeira \| Estrangeiro |

## Resultados por Concelho
Os resultados nos concelhos do Distrito de Leiria foram os seguintes:

### Alcobaça
| Partido                 | Partido                        | Votos  | %               | +/-   |
| ----------------------- | ------------------------------ | ------ | --------------- | ----- |
|                         | Partido Social Democrata       | 18 501 | 59,28 / 100,00  | 19,78 |
|                         | Partido Socialista             | 6 636  | 21,26 / 100,00  | 0,80  |
|                         | Centro Democrático e Social    | 1 847  | 5,92 / 100,00   | 4,35  |
|                         | Coligação Democrática Unitária | 1 556  | 4,99 / 100,00   | 1,78  |
|                         | Partido Renovador Democrático  | 974    | 3,12 / 100,00   | 12,24 |
|                         | Outros                         | 967    | 3,10 / 100,00   |       |
| Votos Inválidos         | Votos Inválidos                | 727    | 2,32 / 100,00   | 0,58  |
| Total                   | Total                          | 31 208 | 100,00 / 100,00 |       |
| Eleitorado/Participação | Eleitorado/Participação        | 42 621 | 73,22 / 100,00  | 1,59  |

### Alvaiázere
| Partido                 | Partido                       | Votos | %               | +/-   |
| ----------------------- | ----------------------------- | ----- | --------------- | ----- |
|                         | Partido Social Democrata      | 5 319 | 80,47 / 100,00  | 30,15 |
|                         | Centro Democrático e Social   | 462   | 6,99 / 100,00   | 18,50 |
|                         | Partido Socialista            | 442   | 6,69 / 100,00   | 3,57  |
|                         | Partido Renovador Democrático | 66    | 1,00 / 100,00   | 5,44  |
|                         | Outros                        | 177   | 2,69 / 100,00   |       |
| Votos Inválidos         | Votos Inválidos               | 144   | 2,18 / 100,00   | 1,26  |
| Total                   | Total                         | 6 610 | 100,00 / 100,00 |       |
| Eleitorado/Participação | Eleitorado/Participação       | 8 799 | 75,12 / 100,00  | 2,31  |

### Ansião
| Partido                 | Partido                        | Votos  | %               | +/-     |
| ----------------------- | ------------------------------ | ------ | --------------- | ------- |
|                         | Partido Social Democrata       | 6 888  | 73,67 / 100,00  | 14,25   |
|                         | Partido Socialista             | 1 461  | 15,63 / 100,00  | Estável |
|                         | Centro Democrático e Social    | 392    | 4,19 / 100,00   | 3,86    |
|                         | Coligação Democrática Unitária | 120    | 1,28 / 100,00   | 0,82    |
|                         | Outros                         | 295    | 3,14 / 100,00   |         |
| Votos Inválidos         | Votos Inválidos                | 194    | 2,07 / 100,00   | 0,49    |
| Total                   | Total                          | 9 350  | 100,00 / 100,00 |         |
| Eleitorado/Participação | Eleitorado/Participação        | 12 274 | 76,18 / 100,00  | 2,86    |

### Batalha
| Partido                 | Partido                        | Votos  | %               | +/-   |
| ----------------------- | ------------------------------ | ------ | --------------- | ----- |
|                         | Partido Social Democrata       | 5 705  | 70,39 / 100,00  | 21,59 |
|                         | Partido Socialista             | 1 126  | 13,89 / 100,00  | 1,96  |
|                         | Centro Democrático e Social    | 684    | 8,44 / 100,00   | 7,79  |
|                         | Coligação Democrática Unitária | 116    | 1,43 / 100,00   | 0,96  |
|                         | Partido Renovador Democrático  | 113    | 1,39 / 100,00   | 8,74  |
|                         | Outros                         | 168    | 2,07 / 100,00   |       |
| Votos Inválidos         | Votos Inválidos                | 193    | 2,38 / 100,00   | 1,01  |
| Total                   | Total                          | 8 105  | 100,00 / 100,00 |       |
| Eleitorado/Participação | Eleitorado/Participação        | 10 440 | 77,63 / 100,00  | 2,89  |

### Bombarral
| Partido                 | Partido                        | Votos  | %               | +/-   |
| ----------------------- | ------------------------------ | ------ | --------------- | ----- |
|                         | Partido Social Democrata       | 4 309  | 55,65 / 100,00  | 24,97 |
|                         | Partido Socialista             | 1 453  | 18,77 / 100,00  | 1,93  |
|                         | Centro Democrático e Social    | 648    | 8,37 / 100,00   | 7,37  |
|                         | Coligação Democrática Unitária | 613    | 7,92 / 100,00   | 2,45  |
|                         | Partido Renovador Democrático  | 268    | 3,46 / 100,00   | 12,77 |
|                         | Outros                         | 233    | 3,02 / 100,00   |       |
| Votos Inválidos         | Votos Inválidos                | 219    | 2,83 / 100,00   | 0,63  |
| Total                   | Total                          | 7 743  | 100,00 / 100,00 |       |
| Eleitorado/Participação | Eleitorado/Participação        | 11 399 | 67,93 / 100,00  | 4,54  |

### Caldas da Rainha
| Partido                 | Partido                        | Votos  | %               | +/-   |
| ----------------------- | ------------------------------ | ------ | --------------- | ----- |
|                         | Partido Social Democrata       | 14 485 | 59,86 / 100,00  | 22,30 |
|                         | Partido Socialista             | 4 524  | 18,70 / 100,00  | 0,32  |
|                         | Coligação Democrática Unitária | 1 490  | 6,16 / 100,00   | 1,51  |
|                         | Centro Democrático e Social    | 1 344  | 5,55 / 100,00   | 4,65  |
|                         | Partido Renovador Democrático  | 1 066  | 4,41 / 100,00   | 16,09 |
|                         | Outros                         | 731    | 3,02 / 100,00   |       |
| Votos Inválidos         | Votos Inválidos                | 558    | 2,30 / 100,00   | 0,40  |
| Total                   | Total                          | 24 198 | 100,00 / 100,00 |       |
| Eleitorado/Participação | Eleitorado/Participação        | 34 387 | 70,37 / 100,00  | 1,16  |

### Castanheira de Pera
| Partido                 | Partido                          | Votos | %               | +/-   |
| ----------------------- | -------------------------------- | ----- | --------------- | ----- |
|                         | Partido Socialista               | 1 387 | 46,72 / 100,00  | 11,91 |
|                         | Partido Social Democrata         | 1 098 | 36,98 / 100,00  | 13,02 |
|                         | Partido Renovador Democrático    | 170   | 5,73 / 100,00   | 20,40 |
|                         | Coligação Democrática Unitária   | 67    | 2,26 / 100,00   | 2,28  |
|                         | Centro Democrático e Social      | 49    | 1,65 / 100,00   | 1,26  |
|                         | Partido Comunista (Reconstruído) | 30    | 1,01 / 100,00   | 0,74  |
|                         | Outros                           | 79    | 2,66 / 100,00   |       |
| Votos Inválidos         | Votos Inválidos                  | 89    | 3,00 / 100,00   | 1,18  |
| Total                   | Total                            | 2 969 | 100,00 / 100,00 |       |
| Eleitorado/Participação | Eleitorado/Participação          | 3 959 | 74,99 / 100,00  | 0,65  |

### Figueiró dos Vinhos
| Partido                 | Partido                        | Votos | %               | +/-   |
| ----------------------- | ------------------------------ | ----- | --------------- | ----- |
|                         | Partido Social Democrata       | 4 018 | 70,58 / 100,00  | 13,44 |
|                         | Partido Socialista             | 871   | 15,30 / 100,00  | 1,66  |
|                         | Centro Democrático e Social    | 298   | 5,23 / 100,00   | 3,35  |
|                         | Coligação Democrática Unitária | 75    | 1,32 / 100,00   | 0,38  |
|                         | Partido Renovador Democrático  | 68    | 1,19 / 100,00   | 9,31  |
|                         | Outros                         | 161   | 2,82 / 100,00   |       |
| Votos Inválidos         | Votos Inválidos                | 202   | 3,55 / 100,00   | 1,18  |
| Total                   | Total                          | 5 693 | 100,00 / 100,00 |       |
| Eleitorado/Participação | Eleitorado/Participação        | 7 397 | 76,96 / 100,00  | 3,41  |

### Leiria
| Partido                 | Partido                        | Votos  | %               | +/-   |
| ----------------------- | ------------------------------ | ------ | --------------- | ----- |
|                         | Partido Social Democrata       | 37 897 | 65,90 / 100,00  | 25,80 |
|                         | Partido Socialista             | 8 792  | 15,29 / 100,00  | 2,17  |
|                         | Centro Democrático e Social    | 4 832  | 8,40 / 100,00   | 9,84  |
|                         | Coligação Democrática Unitária | 1 888  | 3,28 / 100,00   | 1,31  |
|                         | Partido Renovador Democrático  | 1 443  | 2,51 / 100,00   | 10,63 |
|                         | Outros                         | 1 313  | 2,29 / 100,00   |       |
| Votos Inválidos         | Votos Inválidos                | 1 344  | 2,33 / 100,00   | 0,59  |
| Total                   | Total                          | 57 509 | 100,00 / 100,00 |       |
| Eleitorado/Participação | Eleitorado/Participação        | 74 841 | 76,84 / 100,00  | 0,97  |

### Marinha Grande
| Partido                 | Partido                        | Votos  | %               | +/-   |
| ----------------------- | ------------------------------ | ------ | --------------- | ----- |
|                         | Partido Social Democrata       | 5 773  | 33,37 / 100,00  | 17,33 |
|                         | Coligação Democrática Unitária | 4 472  | 25,85 / 100,00  | 4,81  |
|                         | Partido Socialista             | 4 143  | 23,95 / 100,00  | 1,35  |
|                         | Partido Renovador Democrático  | 1 333  | 7,70 / 100,00   | 12,33 |
|                         | Centro Democrático e Social    | 373    | 2,16 / 100,00   | 1,41  |
|                         | União Democrática Popular      | 199    | 1,15 / 100,00   | 0,79  |
|                         | Outros                         | 570    | 3,29 / 100,00   |       |
| Votos Inválidos         | Votos Inválidos                | 438    | 2,53 / 100,00   | 0,59  |
| Total                   | Total                          | 17 301 | 100,00 / 100,00 |       |
| Eleitorado/Participação | Eleitorado/Participação        | 24 646 | 70,20 / 100,00  | 7,98  |

### Nazaré
| Partido                 | Partido                        | Votos  | %               | +/-   |
| ----------------------- | ------------------------------ | ------ | --------------- | ----- |
|                         | Partido Social Democrata       | 3 409  | 41,56 / 100,00  | 15,16 |
|                         | Partido Socialista             | 3 070  | 37,43 / 100,00  | 4,83  |
|                         | Coligação Democrática Unitária | 671    | 8,18 / 100,00   | 3,34  |
|                         | Partido Renovador Democrático  | 282    | 3,44 / 100,00   | 13,09 |
|                         | Centro Democrático e Social    | 261    | 3,18 / 100,00   | 2,73  |
|                         | União Democrática Popular      | 114    | 1,39 / 100,00   | 0,47  |
|                         | Outros                         | 181    | 2,21 / 100,00   |       |
| Votos Inválidos         | Votos Inválidos                | 214    | 2,61 / 100,00   | 0,80  |
| Total                   | Total                          | 8 202  | 100,00 / 100,00 |       |
| Eleitorado/Participação | Eleitorado/Participação        | 12 069 | 67,96 / 100,00  | 2,21  |

### Óbidos
| Partido                 | Partido                        | Votos | %               | +/-   |
| ----------------------- | ------------------------------ | ----- | --------------- | ----- |
|                         | Partido Social Democrata       | 2 922 | 52,51 / 100,00  | 22,61 |
|                         | Partido Socialista             | 1 474 | 26,49 / 100,00  | 2,45  |
|                         | Coligação Democrática Unitária | 323   | 5,80 / 100,00   | 2,10  |
|                         | Centro Democrático e Social    | 282   | 5,07 / 100,00   | 2,35  |
|                         | Partido Renovador Democrático  | 224   | 4,03 / 100,00   | 19,43 |
|                         | Outros                         | 195   | 3,50 / 100,00   |       |
| Votos Inválidos         | Votos Inválidos                | 145   | 2,61 / 100,00   | 1,00  |
| Total                   | Total                          | 5 565 | 100,00 / 100,00 |       |
| Eleitorado/Participação | Eleitorado/Participação        | 8 507 | 65,42 / 100,00  | 1,15  |

### Pedrogão Grande
| Partido                 | Partido                        | Votos | %               | +/-   |
| ----------------------- | ------------------------------ | ----- | --------------- | ----- |
|                         | Partido Social Democrata       | 2 486 | 71,05 / 100,00  | 13,70 |
|                         | Partido Socialista             | 502   | 14,35 / 100,00  | 2,02  |
|                         | Centro Democrático e Social    | 154   | 4,40 / 100,00   | 4,57  |
|                         | Coligação Democrática Unitária | 53    | 1,51 / 100,00   | 0,56  |
|                         | Outros                         | 152   | 4,34 / 100,00   |       |
| Votos Inválidos         | Votos Inválidos                | 152   | 4,35 / 100,00   | 0,28  |
| Total                   | Total                          | 3 499 | 100,00 / 100,00 |       |
| Eleitorado/Participação | Eleitorado/Participação        | 4 710 | 74,29 / 100,00  | 7,93  |

### Peniche
| Partido                 | Partido                        | Votos  | %               | +/-   |
| ----------------------- | ------------------------------ | ------ | --------------- | ----- |
|                         | Partido Social Democrata       | 6 240  | 47,29 / 100,00  | 21,94 |
|                         | Partido Socialista             | 3 328  | 25,22 / 100,00  | 2,63  |
|                         | Coligação Democrática Unitária | 1 688  | 12,79 / 100,00  | 5,08  |
|                         | Partido Renovador Democrático  | 611    | 4,63 / 100,00   | 17,44 |
|                         | Centro Democrático e Social    | 479    | 3,63 / 100,00   | 2,41  |
|                         | Outros                         | 496    | 3,76 / 100,00   |       |
| Votos Inválidos         | Votos Inválidos                | 354    | 2,69 / 100,00   | 0,26  |
| Total                   | Total                          | 13 196 | 100,00 / 100,00 |       |
| Eleitorado/Participação | Eleitorado/Participação        | 19 495 | 67,69 / 100,00  | 5,62  |

### Pombal
| Partido                 | Partido                        | Votos  | %               | +/-   |
| ----------------------- | ------------------------------ | ------ | --------------- | ----- |
|                         | Partido Social Democrata       | 18 995 | 70,34 / 100,00  | 23,42 |
|                         | Partido Socialista             | 3 866  | 14,32 / 100,00  | 4,06  |
|                         | Centro Democrático e Social    | 1 534  | 5,68 / 100,00   | 5,85  |
|                         | Coligação Democrática Unitária | 596    | 2,21 / 100,00   | 0,94  |
|                         | Partido Renovador Democrático  | 424    | 1,57 / 100,00   | 10,52 |
|                         | Outros                         | 762    | 2,83 / 100,00   |       |
| Votos Inválidos         | Votos Inválidos                | 827    | 3,06 / 100,00   | 0,73  |
| Total                   | Total                          | 27 004 | 100,00 / 100,00 |       |
| Eleitorado/Participação | Eleitorado/Participação        | 41 657 | 64,82 / 100,00  | 1,84  |

### Porto de Mós
| Partido                 | Partido                        | Votos  | %               | +/-   |
| ----------------------- | ------------------------------ | ------ | --------------- | ----- |
|                         | Partido Social Democrata       | 8 786  | 64,93 / 100,00  | 23,42 |
|                         | Partido Socialista             | 2 195  | 16,22 / 100,00  | 1,02  |
|                         | Centro Democrático e Social    | 961    | 7,10 / 100,00   | 8,09  |
|                         | Coligação Democrática Unitária | 519    | 3,84 / 100,00   | 1,70  |
|                         | Partido Renovador Democrático  | 402    | 2,97 / 100,00   | 13,14 |
|                         | Outros                         | 379    | 2,80 / 100,00   |       |
| Votos Inválidos         | Votos Inválidos                | 290    | 2,15 / 100,00   | 0,78  |
| Total                   | Total                          | 13 532 | 100,00 / 100,00 |       |
| Eleitorado/Participação | Eleitorado/Participação        | 18 037 | 75,02 / 100,00  | 2,18  |